# سید علی شهرستانی
سید علی شهرستانی (زادهٔ ۲۸ رمضان ۱۳۷۷ قمری، برابر با ۱۳۳۷ شمسی در کربلا) از پژوهشگران و نویسندگان سرشناس شیعه است. که در زمینه فقه مقارن، امامت، دفع شبهات، لغت و علوم قرآن و حدیث فعالیت می‌کند.

## زندگی
سید علی شهرستانی در ۲۸ رمضان سال ۱۳۷۷ هجری قمری برابر با ۱۳۳۷ شمسی در خانواده‌ای روحانی و سرشناس از خاندان مرعشی شهرستانی در شهر کربلا به دنیا آمد.

در سال ۱۳۵۶ شمسی بر اثر ظلم بعثیان حاکم بر عراق به اتفاق والدین خویش کشور عراق را به مقصد ایران ترک نموده، در شهر مقدس مشهد سکنی گزید.

## خاندان
او از خاندان مرعشی شهرستانی وپدر وی سید عبد الرضا شهرستانی از روحانیون وعلمای بنام کربلا و مادر ایشان فرزند سید محمد طاهر بحرانی از عالمان بزرگ آن دیار بود. برادر ایشان سید جواد شهرستانی از شخصیت‌های شناخته شده شیعه و داماد مرجع شیعیان سید علی سیستانی است.

جد اعلای وی سید محمدحسین شهرستانی (ازمراجع تقلید و نوه دختری وحید بهبهانی)بود.
از علمای دیگر این خاندان می‌توان به میرزا مهدی شهرستانی (از مهادی اربعه :چهار مرجعی که در زمان خود همگی اسمشان مهدی بود)، میرزا محمدعلی شهرستانی (ازمراجع تقلید گذشته)، سید هبه الدین شهرستانی، سید جعفر شهرستانی و سید احمد شهرستانی نام برد.

## تحصیلات
او پس از آموختن دروس آغازین، تحصیلات خود را در حوزه علمیه کربلا ادامه داد وتا پایان لمعتین به فراگیری علوم حوزوی اهتمام ورزید و پس از عزیمت به ایران وسکونت در شهر مشهد تحصیلات حوزوی را نزد بزرگان آن حوزه ادامه داد.

مکاسب را ازمحضر میرزا علی فلسفی، رسائل وکفایه را در محضر سید حسن مرتضوی ومنظومه را در محضر سید عزالدین زنجانی فراگرفت.

پس از اتمام سطح، در دروس خارج میرزا علی فلسفی، سید ابراهیم علم الهدی، سید حسن مرتضوی وسید حسین شمس شرکت نموده و به تقریر دروس ایشان پرداخت.

## فعالیت‌های علمی
در سال ۱۳۵۸ در کنار شرکت در درس‌ها با نگارش مقالاتی چند در مجله‌های الارشاد، الجهاد، نداء الاسلام، تراثنا، المصباح و غیره و تألیف کتاب در زمینه فقه مقارن، امامت، دفع شبهات، لغت وعلوم قرآن و حدیث، به فعالیت‌های فرهنگی به صورت متمرکز پرداخت.

کتاب‌های تألیفی او به زبان عربی بوده و برخی از آن‌ها به زبان‌های فارسی، انگلیسی، اردو، اندونزی، فرانسوی و ترکی از طرف «مؤسسه انصاریان»، «مجمع جهانی اهل البیت»، «مؤسسه امام علی» و «مؤسسه مؤمل» در لکنو هندوستان واندونزی ترجمه شده‌است.

کتاب ایشان با نام منع تدوین الحدیث، با پیشنهاد دکتر محمد عمارة وتصویب شیخ دانشگاه الازهر طنطاوی به عنوان کمک درسی در دانشکده اصول دین دانشگاه الازهر قاهره انتخاب شده‌است.

کتاب الأذان بین الاصالة والتحریف در بیست و دومین دوره کتاب سال جمهوری اسلامی تشویق گردید.

و کتاب جمع القرآن نقد الوثائق و عرض الحقایق، به عنوان اثر برگزیده هجدهمین همایش کتاب سال حوزه انتخاب گردید.

## تالیفات
- تاريخ اختلاف المسلمين في وضوء: اسبابه ودواعيه[۸] (جلد اول از موسوعة وضوء النبی). ترجمه فارسی آن در دو ویرایش از طرف دو مترجم منتشر شده است.
- مناقشه ما رواه الصحابة في صفة و ضوءالنبي: مرویات عثمان بن عفان (جلد دوم از موسوعة وضوء النبی). ترجمه فارسی آن به چاپ رسیده است.
- مناقشه ما رواه الصحابة في صفة و ضوءالنبي: مرویات سبعه آخرین من الصحابة (جلد سوم از موسوعة وضوء النبی). ترجمه فارسی آن به چاپ رسیده است
- آية الوضوء وإشكالية الدلالة بين القراءة والنحو المأثور[۹] (جلد چهارم از موسوعة وضوء النبی).
- منع تدوین الحدیث[۱۰] (در 2 جلد) . ترجمه انگلیسی و فارسی آن چاپ شده و به زبان‌های ترکی، اردو، مالایو و فرانسوی هم ترجمه شده‌است.
- جمع القرآن: نقد الوثائق وعرض الحقائق:‏ ‏قراءة تحليلية عقدیة جديدة[۱۱] (در ۲ جلد) ترجمه فارسی آن تحت عنوان جمع و تدوین قرآن کریم در 2 جلد به چاپ رسیده است.
- أميّة النبي: بین مشهور المسلمین و کتاب رب العالمین[۱۲].
- المدخل الي الفقه الکلامي[۱۳].
- تاریخ الحديث النبوي الشریف: و مضادة قریش له تدوینا و تحدیثا قراءة عقدیة. 1: عهد رسول الله (قبل البعثة الی سنة 11 ه)[۱۴].
- الحديث النبوي ومؤثرات الهوى والموروث الجاهلي عليه[۱۵]. ترجمه فارسی آن تحت عنوان جستاری در تاریخ حدیث به چاپ رسیده است.
- حی علی خیر العمل الشرعیة والشعاریة (جلد اول از موسوعة الأذان بين الأصالة والتحريف[۱۶]) که با نام الأذان بین الاصالة والتحریف نیز چاپ شده‌است. ترجمه فارسی آن تحت عنوان پژوهشی دربارهٔ اذان به چاپ رسیده است.
- اشهد أن علیاً ولی‌الله بین الشرعیة والابتداع (جلد سوم از موسوعة الأذان بين الأصالة والتحريف). ترجمه فارسی آن تحت عنوان جایگاه اشهد ان علیاً ولی‌الله در اذان به چاپ رسیده است.
- الصلوه خیر من النوم الوجه الاخر. ترجمه فارسی آن تحت عنوان بانگ خلافت در اذان وارسی لایه‌های درونی الصلاة خیر من النوم به چاپ رسیده است.
- صلاة النبی و سلسلة المحدثات الداخلة فی‌ها – القبض والارسال[۱۷].
- صلاة النبی و سلسلة المحدثات الداخلة فی‌ها – آمین.
- لماذا الاختلاف فی الوضوء ترجمه فارسی آن با عنوان اختلاف در وضو چرا به چاپ رسیده است.
- وضوء عثمان بن عفان من النشأة الی الانتشار.
- وضوء عبدالله بن عباس و دور السیاسة فی اختلاف النقل عنه.
- بانگ امامت در اذان.
- المنهج الاستدراکي النقدي: في اللغة و دور السید علي خان المدني في تطویره و تنمیقه[۱۸]. ترجمه فارسی آن تحت عنوان نقد و استدراک در لغت عرب به چاپ رسیده است.
- من هو الصديق؟ و من هي الصديقه؟[۱۹]. ترجمه فارسی آن تحت عنوان تأملی در مفهوم یک لقب واردوی آن بنام صداقت القاب به چاپ رسیده است.
- ‏زواج أم كلثوم:‏ ‏الزواج اللغز: قراءه في نصوص زواج عمر من أم كلثوم بنت علي[۲۰]. ترجمه فارسی آن تحت عنوان معمای ازدواج ام کلثوم و اردوی آن بنام عقد ام کلثوم به چاپ رسیده است.
- التسميات بين التسامح العلوي والتوظيف الاموي: دراسة تحليلية حول سبب تسمية بعض اولاد الائمة باسماء الخلفاء.[۲۱] ترجمه فارسی آن تحت عنوان نام خلفا بر فرزندان امامان بن مایه‌ها پیرایه‌ها به چاپ رسیده است.
- توثیق فقه الامامیة من الصحاح والسنن. ترجمه فارسی آن تحت عنوان با اندیشوران مسلمان به چاپ رسیده است.
- عارفاً بحقکم. ترجمه فارسی آن تحت عنوان آستان ارادت به چاپ رسیده است.
- تربه الحسین و تحول‌ها الی دم عبیط. ترجمه فارسی آن تحت عنوان تربت خونین و ترجمه اردوی آن با عنوان تربت خوب بار به چاپ رسیده است.
- المصحف المنسوب إلی أمیر المؤمنین علی علیه السلام فی الخزانة الغرویّة عرض ودراسة[۲۲].
- الفیه السید المرتضی فرصة للتعریف بالفقه الکلامی.